# Ouroboros

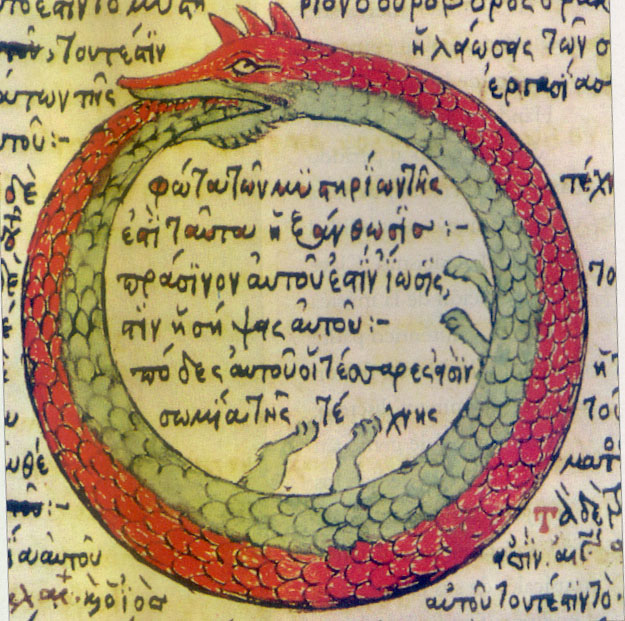
Ouroboros från 1478 i ett alkemistiskt verk.

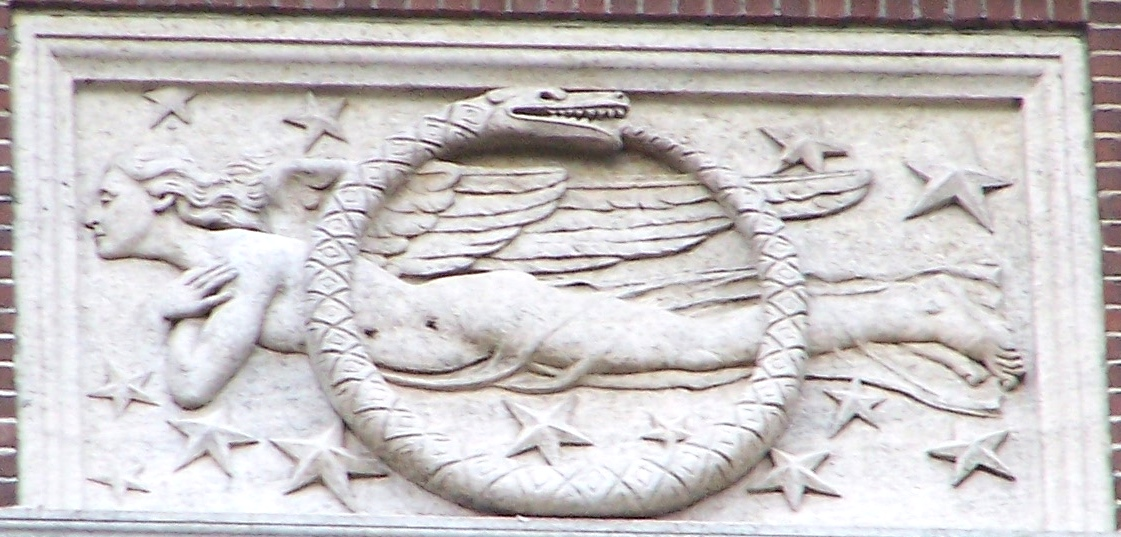
Tropenmuseum

Ouroboros eller Uroborus (grekiska för svansätare), alternativt hjulorm eller ringorm, är en omättlig orm eller drake som äter sin egen svans. Det är en gnostisk och alkemisk symbol som ursprungligen kommer från forntida Egypten och Grekland. Ouroboros är ett uttryck för att allt, både materiella och andliga ting, hänger samman i en evig cykel av förstörelse och återskapande. Ouroboros beskrivs av Platon i verket Timaios som den första levande varelsen. I sydsvensk folktro används begreppet hjulorm.
Ouroboros är en dramatisk symbol för integration och assimilering av det motsatta, det vill säga skuggan. Denna "feed-back"-process är på samma gång en symbol för odödlighet, eftersom den sägs av Ouroboros som han dräper sig själv och ger sig till livet, befruktar sig själv och föder sig själv. Han symboliserar Den Ende, som utgår från sammandrabbningen av motsatser, och han därför utgör hemlighet prima materia som utan tvekan härrör från människans omedvetna.
Inom hinduismen utgör Ouroboros grundvalen för hela världsalltet.[källa behövs] I nordisk mytologi anges midgårdsormen ligga i havets ytterkant och omringla hela världen med sin svans i munnen.